# わし座カッパ星
わし座κ星（わしざカッパせい、κ Aquilae、κ Aql）は、わし座の恒星である。見かけの等級は4.96と、肉眼でみることができる明るさである。年周視差に基づいて太陽系からの距離を計算すると、およそ1700光年である。

## 特徴
わし座κ星は、高温の巨星で、スペクトル型はB0.5 IIIと分類されている。表面の有効温度は、およそ28000 Kと見積もられる。天の川の中にあって、ある程度距離が遠いので、星間減光もそれなりに大きく、本来の見かけの明るさより0.68等級は暗くなっているとみられる。光度は太陽の4万9000倍程度で、半径は太陽のおよそ12倍と推定される。早期B型の多くの恒星と同様に、わし座κ星も非常に速く自転しており、その速さは260km/s以上とみられる。質量は太陽のおよそ15倍と見積もられ、そう遠くない未来に超新星となって一生を終えると考えられる。
わし座κ星のスペクトルでは、1974年に水素のHα吸収線の両縁に輝線成分が検出された、という報告がなされたが、その後確認されていない。高速で自転するB型星で輝線成分が検出されたことから、Be星の可能性も考慮されたが、わし座κ星には星周円盤はないとみられ、輝線成分があるとすれば、恒星風によるガス放出によるものではないかと考えられる。

## 名称
プトレマイオスの星表では、今は使われなくなった星座アンティノウス座が、わし座κ星のほか、わし座η星、わし座θ星、わし座δ星、わし座ι星、わし座λ星の、計6星で構成されていた。
中国ではわし座κ星は、右翼の軍旗を表す右旗（拼音: Yòu Qí）という星官を、わし座μ星、わし座σ星、わし座δ星、わし座ν星、わし座ι星、わし座42番星、わし座56番星などと共に形成する。わし座κ星自身は、右旗八（拼音: Yòu Qí bā）すなわち右旗の8番星といわれる。